# 斗玉珞巴民族乡
斗玉珞巴民族乡（藏語：མདོ་ཡུལ，威利转写：mdo yul），是中华人民共和国西藏自治区山南市隆子县下辖的一个乡镇级行政单位。

## 行政区划
斗玉珞巴民族乡下辖以下地区：
斗玉村、加麦村和其玛普村。